# Lex Silia
Lex Silia – ustawa uchwalona prawdopodobnie w III wieku p.n.e. Znana wyłącznie z Institutiones Gajusza, wprowadziła legis actio per condictionem w celu dochodzenia ściśle określonych kwot pieniężnych (certa pecunia).